# Relaciones España-Moldavia
Las relaciones España-Moldavia son las relaciones diplomáticas entre la República de Moldavia y el Reino de España. El 30 de enero de 1992, se establecieron las relaciones diplomáticas entre ambos países. España ha apoyado firmemente la adhesión de Moldavia a la Unión Europea (UE).
En 2008, el gobierno español indicó que 12.582 ciudadanos moldavos estaban legalmente trabajando ahí. España es un importante inversor en Moldavia a través de Unión Fenosa, que es propietaria de tres de las cinco empresas de distribución de energía de Moldavia.
España es miembro de la Unión Europea, a la que Moldavia solicitó su ingreso en 2022.

## Historia
España estableció relaciones diplomáticas con Moldavia el 30 de enero de 1992, tras la independencia moldova de la URRS. El portavoz del Departamento del PP de Asuntos Exteriores, Javier Rupérez, encabezó la delegación española de la Asamblea Parlamentaria de la OSCE el 23 de febrero de 1994 a Chisináu para observar el desarrollo de las primeras elecciones democráticas en Moldavia. Los observadores mantuvieron contactos con el primer Presidente de Moldavia Snegur y otras autoridades del país. En la misma fecha en que el entonces presidente español, Felipe González, envió una carta al Gobierno de Moldavia explicar los beneficios que la entrada en la "Asociación para la Paz" de la OTAN supondría para Moldavia. González prometió en su mensaje de que España siguió con interés el desarrollo de los acontecimientos en Moldavia y estaba dispuesto a proponer iniciativas que contribuyeron a la seguridad y la estabilidad en la zona.
El 8 de julio de 1997, Petru Lucinschi y Mihai Popov, el ministro de Asuntos Exteriores asistieron a una cumbre de la OTAN en Madrid. En 1998, España no estaba representada en Chisináu, pero utiliza su Embajada en Bucarest.
En septiembre de 2000, Petru Lucinschi se reunió en Nueva York con José María Aznar, el presidente del Gobierno español en el Cumbre del Milenio. El 6 de noviembre de 2000, el Secretario de Estado de Asuntos Europeos, Ramón de Miguel, viajó a Moldavia para llevar a cabo una visita de trabajo de dos días durante la cual se analizaron las relaciones bilaterales con el presidente de la República, Petru Lucinschi, y con el primer ministro, Dumitru Braghis. Miguel también se reunió con el vice primer ministro de Defensa, Valeriu Cosarciuc, el ministro de Exteriores, Nicolás Tabacu y el viceministro, Iurie Leanca, así como con el presidente de la Comisión de Transnistria Vasile Sturza, un grupo de españoles empresarios y varios miembros del Parlamento moldavo. Durante su estancia en Moldavia, Miguel inaugura el Centro de Estudios Hispánicos de la Universidad Estatal de Moldavia. El viaje fue consecuencia de la reunión que había mantenido en septiembre en Nueva York Lucinschi con el presidente del Gobierno español, José María Aznar. También en 2000 los expertos militares españoles visitaron a Moldavia para informar sobre la guerra de Transnistria. Su viaje se truncó y se volvió a casa después de 2 días después de que las autoridades locales suspendieron su visita.
En octubre de 2005, el nuevo embajador de España en Bucarest, Juan Pablo García-Berdoy, visitó Chisináu para ofrecer credenciales y se reunió con el Viceministro de Asuntos Exteriores, Eugenia Kistruga. El Viceministro comunicada al embajador de la posibilidad de la apertura de la Embajada de Moldavia en Madrid en 2006 o 2007. Se pidió la apertura de la Embajada de España en Chisináu. La primera visita a España por un ministro de Asuntos Exteriores moldavo tuvo lugar el 5 de octubre de 2006.
Hubo una visita a Madrid el 6 de octubre de 2006 del Primer Ministro y Ministro de Asuntos Exteriores de Moldavia, Andrei Stratan. Hizo hincapié en las nuevas relaciones bilaterales entre España y Moldavia.
En marzo de 2007, Moldavia espera que con España en la Presidencia de la OSCE tendrían mediación en el conflicto de esta región. En mayo de 2007, una reunión sobre el conflicto tuvo lugar en Madrid. En representación de España fue D. José María Pons y Miguel Ángel Moratinos del Ministerio de Asuntos Exteriores. En octubre de 2007, el ministro español hizo su primera visita a Chisináu. Un anuncio formal fue hecho con la intención de Chisináu de que Moldavia abriera una embajada en Madrid.

## Economía
España es un importante inversor en Moldavia con la presencia de la empresa de energía Unión Fenosa, que es propietaria de tres de las cinco empresas de distribución de energía de Moldavia. España es el tercer inversor extranjero en el comercio moldavo desde el año 2000. El comercio entre España y Moldavia se enumeran a continuación en millones de €:
| Balance comercial            | 2003   | 2004   | 2005   | 2006   |
| ---------------------------- | ------ | ------ | ------ | ------ |
| Importaciones                | 20,93  | 17,84  | 3,56   | 6,51   |
| Exportaciones                | 7,68   | 9,47   | 11,33  | 11,18  |
| Balance                      | -13,25 | -8,37  | 7,77   | 4,67   |
| Tipo de cobertura            | 36,60  | 53,00  | 318,20 | 171,70 |
| % Variación de importaciones | -40,69 | -14,76 | -80,04 | 82,87  |
| % Variación de exportaciones | 14,80  | 23,31  | 19,64  | -1,32  |

## Acuerdos
- 1999, 20 de mayo: Acuerdo entre el Gobierno del Reino de España y el Gobierno de la República de Moldavia en la carretera de Transporte Internacional[14]
- 2006, 11 de mayo: Acuerdo para la Promoción y Protección Recíproca de las Inversiones.[12][14]

## Misiones diplomáticas
- España está representada en Moldavia desde su embajada en Bucarest, Rumania.[7][6]
- Moldavia tiene una embajada en Madrid.[6]